# شهرستان تولند (کنتیکت)
شهرستان تولند، کنتیکت (به انگلیسی: Tolland County, Connecticut) یک سکونتگاه مسکونی در ایالات متحده آمریکا است که در کنتیکت واقع شده‌است.

## خصوصیات
شهرستان تولند ۱٬۰۸۰٫۰۳ کیلومترمربع مساحت دارد.